# Nuclear Energy Agency
Die Nuclear Energy Agency (NEA, dt. „Kernenergieagentur“) ist eine halb-autonome Institution innerhalb der Organisation für wirtschaftliche Zusammenarbeit und Entwicklung (OECD) zur Förderung einer sicheren, umweltschonenden und wirtschaftlichen Nutzung der Kernenergie. Sie hat ihren Sitz in Paris.
Am 20. Dezember 1957 wurde die European Nuclear Energy Agency durch einen Ministerratsbeschluss gegründet, um die wissenschaftlichen und finanziellen Ressourcen der westeuropäischen Staaten mit Blick auf ein gemeinsames Nuklearforschungsprogramm zu bündeln. Am 1. Februar 1958 trat ihre Satzung in Kraft und sie nahm im selben Monat ihre Tätigkeit auf. Es sind rund 80 Techniker und Wissenschaftler beschäftigt. Das Jahresbudget beträgt 16 Millionen US-Dollar.
Die Organisation betreibt verschiedene Nuklear-Datenbanken, unter anderem die Datenbank für Störungen in nuklearen Anlagen, IRS International Reporting System for Operating Experience, auch „IAEA/NEA Incident Reporting System“ genannt.

## Mitglieder
Die Organisation besteht aus (Stand 2024) 34 Mitgliedsstaaten aus Europa, Nordamerika und dem Asien-Pazifik-Raum. Die Mitglieder repräsentieren 85 Prozent der weltweit existierenden atomaren Anlagen.
Russland trat der NEA am 1. Januar 2013 bei, doch die Mitgliedschaft wurde 2022 suspendiert.
- Argentinien (2017)
- Australien (1973)
- Belgien (1958)
- Bulgarien (2021)
- Dänemark (1958)

- Deutschland (1958)
- Finnland (1976)
- Frankreich (1958)
- Griechenland (1958)
- Island (1958)

- Irland (1958)
- Italien (1958)
- Japan (1972)
- Kanada (1975)
- Luxemburg (1958)

- Mexiko (1994)
- Niederlande (1958)
- Norwegen (1958)
- Österreich (1958)
- Polen (2010)

- Portugal (1958)
- Rumänien (2017)
- Russland (2013, 2022 suspendiert)
- Slowakei (2002)
- Slowenien (2011)

- Spanien (1959)
- Südkorea (1993)
- Schweden (1958)
- Schweiz (1958)
- Tschechien (1996)

- Türkei (1958)
- Ungarn (1996)
- Vereinigtes Königreich (1958)
- Vereinigte Staaten (1976)